# Carolina Dog
Carolina Dog är en hundras från sydöstra USA. Den är en pariahund (urhund) som beskrevs första gången från området omkring Savannah River i South Carolina på 1970-talet av I. Lehr Brisbin, professor i biologi.

## Historia
Området där carolinahunden upptäcktes är mycket isolerat, varför de förvildade hundarna under många hundra år inte haft många tillfällen att korsat sig med andra hundar. Carolinahundens ursprung tros gå tillbaka till de forntida hundar som människorna som invandrade till Nordamerika över den landbrygga som en gång fanns vid Berings sund förde med sig.
Carolinahunden är ännu ej godkänd som ras av Fédération Cynologique Internationale (FCI), men American Kennel Club (AKC) registrerar den i sidoregistret Foundation Stock Service (FSS), första steget till fullt erkännande och den är sedan 1995 erkänd av den konkurrerande amerikanska kennelklubben United Kennel Club (UKC). Sedan carolinahunden uppmärksammades som en ursprunglig ras för Nordamerika har den börjat hållas som sällskapshund.

## Egenskaper
Dess temperament har en tendens till att vara skyggt och den uppvisar fortfarande en del av den vilda hundens beteenden och passar därför bäst en erfaren hundägare med kunskap om primitiva hundars mentalitet.

## Utseende
Carolina Dog är en medelstor dingo-liknande hund, något påminnande om Nya Guineas sjungande hund. Den kan ha upprättstående öron eller framåttippade. Svansen bärs antingen i en båge över ryggen som hos spetshundar eller krökt som en fiskkrok. Rasen har en medellång dubbelpäls i ingefäraliknande färg i ljusare eller mörkare rödaktiga nyanser.